# Marcelo Quiroga Santa Cruz
Marcelo Quiroga Santa Cruz (Cochabamba, 13 marzo 1931 – La Paz, 17 luglio 1980) è stato un politico boliviano.
Considerato uno dei maggiori personaggi della recente storia, non solo Boliviana ma dell'intera America Latina, si occupò di letteratura, politica, economia. Socialista, da parlamentare contestò il governo del suo paese, accusandolo di svendere le risorse boliviane e di asservirsi agli interessi nordamericani. Nel 1980, Marcelo Quiroga venne assassinato dagli uomini del generale Meza durante il colpo di Stato di cui fu tra le prime vittime. 
Fu dichiarato desaparecido, e il suo corpo mai più ritrovato.